# プリンセス・アリス (客船・1865年)
プリンセス・アリス (SS Princess Alice) は、1878年9月3日にテムズ川で貨物船バイウェル・キャッスルと衝突したのち沈没した、イギリスの旅客外輪船である。600名ないし700名が死亡し、その全員がプリンセス・アリスからで、イギリスの内陸水路海運事故の最大の死者数であった。旅客名簿が作られたり員数調査がなされたりしなかったため、正確な死者数は判明していない。
プリンセス・アリスは、1865年にスコットランドのグリーノックで建造され、スコットランドで2年間、利用されたのち、ウォーターマンズ・スティーム・パケット社 (Waterman's Steam Packet Co) に買われ、テムズ川で乗客を運んだ。1878年までに、ロンドン・スティームボート社 (London Steamboat Co) によって所有され、ウィリアム・R・H・グリンステッド (William R. H. Grinstead) が船長を務めた。この船は、ロンドン橋近くのスワン・ピアー (Swan Pier) とケントのシェアーネス (Sheerness) とのあいだで、ストッピング・サービスで (on a stopping service) 乗客を往復、輸送した。1878年9月3日の日没後1時間の復航で、船はトリックコック・ポイント (Tripcock Point) を通過してガリオンズ・リーチ (Gallions Reach) に入り、進路を間違えてバイウェル・キャッスルに衝突した。衝突地点は、ロンドンの未処理の下水75000000英ガロン（340000立方メートル）がテムズ川に放出される地点付近であった。プリンセス・アリスは、ただちに3分割し、すばやく沈んだ。乗客らは、高度に汚染された水で溺死した。

グリンステッドは衝突で死亡したため、その後の捜査は、どの進路をとることになっていると彼が考えたかを立証しなかった。検視官の審問における陪審は、双方の船に過失があると見なしたが、より多くの責任が石炭船のほうに負わされた。商務委員会 (Board of Trade) が行った照会で、プリンセス・アリスは正しい進路をたどっておらず有責である、とわかった。沈没の余波のなか、下水の放出と処理に変更が加えられ、それは海に運ばれ放出された。ロンドン警視庁のテムズ川警備の責任を負う部門である海上警察隊 (Marine Police Force) には汽艇 (steam launch) が配備されたが、これはその時点まで使用されていた手漕ぎボートが不十分であると判明した後であった。衝突事故の5年後、バイウェル・キャッスルはビスケー湾で沈没し、乗組員40人全員が死亡した。

## 背景

### プリンセス・アリス

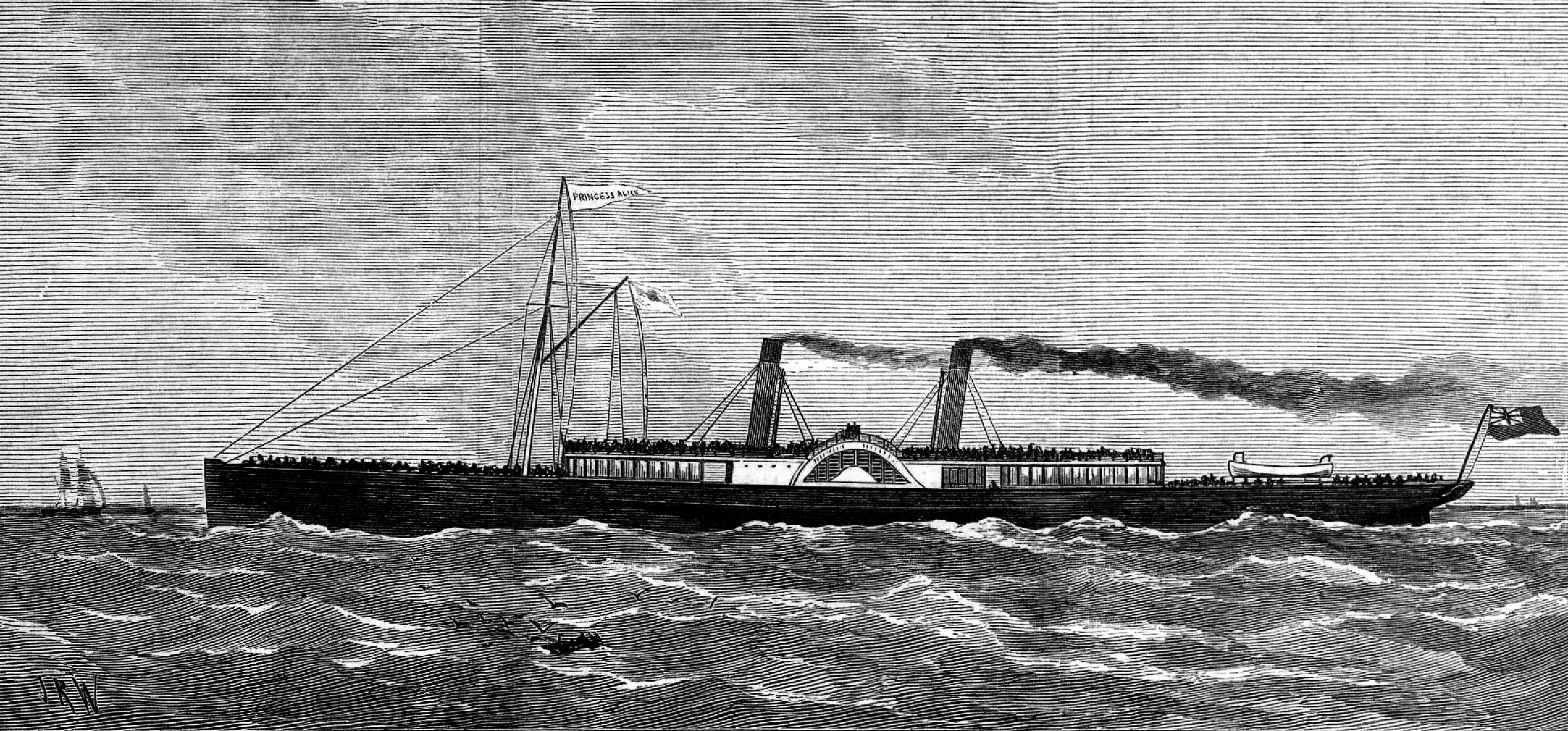
プリンセス・アリス

スコットランド、グリーノックのケアード社 (Caird＆Company) は、1865年3月29日に旅客パドルスチーマー、ビュート (Bute) を進水させた。彼女は1865年7月1日に就航した。この船は、長さ219.4 ft (66.9 m)、幅20.2 ft (6.2 m)、総登録トン数432トンであった。ビュートは、ウィームス・ベイ鉄道会社 (Wemyss Bay Railway Company) のために建造されていて、この会社はウィームス・ベイとロスシーとの間で乗客を輸送した。1867年に、ウォーターマンズ・スティーム・パケット社 (Waterman's Steam Packet Co.) に売られ、テムズ川で運行した。この会社が、ヴィクトリア女王の次女アリス王女（1843年 - 1878年）にちなんで、船名を「プリンセス・アリス」に変えた。1870年にウーリッジ・スティーム・パケット社 (Woolwich Steam Packet Company) に売られ、遊覧汽船 (excursion steamer) として運行された。この会社はのちにロンドン・スティームボート社 (London Steamboat Company) に社名を変えた 。1873年に、船はペルシャのシャー、ナーセロッディーン・シャーをテムズ川でグリニッジまで運び、多くの地元住民に「シャーの船」 (The Shah's boat) として知られるようになった。
プリンセス・アリスがウーリッジ・スティーム・パケット社に取得されたとき、この会社は新しいボイラーの設置と5つの隔壁を水密にすることを含む、いくつかの変更を船に加えた。船は商務委員会によって検査されていて、安全であると認められた。1878年に、商務委員会による別の検査で、ロンドンとグレーヴセンド (Gravesend) との間で最大936人の乗客を穏やかな水上で輸送することが許された。

### バイウェル・キャッスル

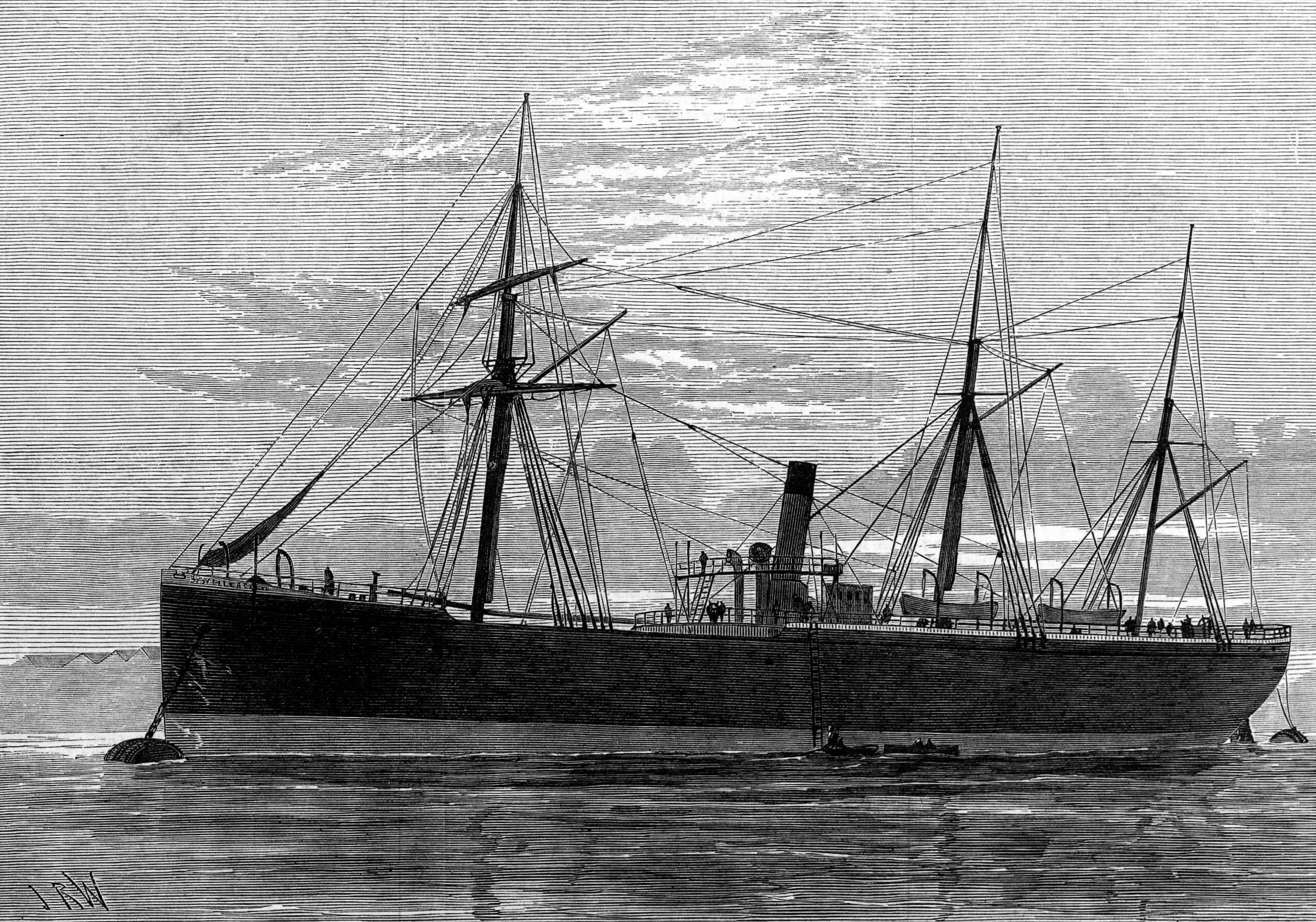
バイウェル・キャッスル

石炭船バイウェル・キャッスルは、1870年にニューキャッスルで建造され、メサーズ・オヴ・ニューキャッスル (Messrs Hall of Newcastle) によって所有された。総登録トン数は1376トンで、長さは254.2 ft (77.5 m)、32 ft (9.8 m)であった。船倉の深さは19 ft (5.8 m)であった。船長はトマス・ハリソン (Thomas Harrison) であった。

## 1878年9月3日

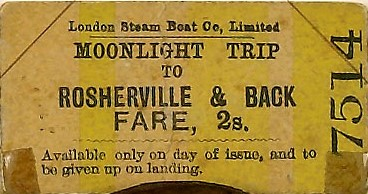
1878年9月3日のムーンライト・トリップのチケット

プリンセス・アリスの航路、停船地と衝突地点

1878年9月3日、プリンセス・アリスは「ムーンライト・トリップ」 (Moonlight Trip) で、ロンドン橋近くのスワン・ピアーから下流、ケントのシアネス (Sheerness) までの往復航行をしていた。航行中、ブラックウォール (Blackwall) 、ノース・ウーリッジ (North Woolwich) 、そしてロシャーヴィル・ガーデンズ (Rosherville Gardens) に寄港した。船上のロンドン市民の多くは、ロシャーヴィルに行き、40年前に建てられていた遊園地を訪ねた。ロンドン・スティーム社は船を数隻所有していたので、乗客は希望すればチケットを交換し、当日に別の船で使うことができた。スワン・ピアーからロシャーヴィルのチケットの運賃は2シリングであった。
プリンセス・アリスはスワン・ピアーに戻ると、午後6時30分ころにロシャーヴィルに向けて出航した。船はほぼ満員の乗客を運んでいたが、名簿は残されておらず、乗客の正確な人数は不明である。プリンセス・アリスの船長で47歳のウィリアム・グリンステッド (William Grinstead) は、操舵手がグレーヴスエンド (Gravesend) にとどまることを許可し、彼をある乗客、ジョン・エイヤーズ (John Ayers) という海員と交代させた。エイヤーズはテムズ川の、あるいはプリンセス・アリスのような船舶の舵を操作した経験がほとんどなかった。午後7時20分から7時40分の間に、プリンセス・アリスはトリップコック・ポイント (Tripcock Point) を通過し、ガリオンズ・リーチに入ってノース・ウーリッジ・ピアー (North Woolwich Pier) からの視界に入っていた（そこに多くの乗客が上陸する予定であった）。そのとき、バイウェル・キャッスルが目撃された。バイウェル・キャッスルは、通常は石炭をアフリカに運搬したが、ちょうど乾ドックで再塗装されたばかりだった。この船は、エジプトのアレクサンドリア向けの石炭を途中で船に載せるためにニューキャッスルまで航行する予定だった。ハリソンは、その状況に慣れていなかったので、経験のあるテムズ川の水先案内人クリストファー・ディックスを雇ったが、彼はそうすることを義務づけられてはいなかった。バイウェル・キャッスルには高くされた船首楼 (raised forecastle) があったので、ディックスは前がよく見えず、それである海員が置かれた。
ミルウォールを出航するや、バイウェル・キャッスルは5ノットで川を下って進んだ。船は、他の船舶が邪魔になる場所を除いて、だいたいは川の真ん中を進んだ。ガリオンズ・リーチに近づくと、ディックスは、プリンセス・アリスの赤いポート・ライト (port light) がそれらの右舷を通過する進路を近づいているのを見た。グリンステッドは、潮に逆らって川を上って行き、川の南側でゆるやかな水域 (slack water) を探すという、通常の船頭の慣習に従った。彼は船の進路を変え、船をバイウェル・キャッスルの進路に連れて行った。差し迫った衝突を見て、グリンステッドは、より大きい船に向かって「おまえどこにくるんだ！ これは驚いた！ おまえどこにくるんだ！」 (Where are you coming to! Good God! Where are you coming to!)と叫んだ。ディックスは、船を操縦して衝突進路からはずそうとし、エンジンを「全速後進」 (reverse full speed) に入れるように命じたが、遅すぎた。プリンセス・アリスは、右舷側の外車輪覆いのすぐ前に13度の角度で打撃を受けた。2分割され、4分間もかからずに沈んだ。複数のボイラーは沈みながら構造から離れた。
バイウェル・キャッスルの乗組員は、プリンセス・アリスの乗客が登るように甲板から複数のロープを垂らした。彼らはまた、人々が掴まるために水に浮かぶものなら何でも投げた。バイウェル・キャッスルの乗組員はまた、救命ボートを進水させ、14人を救助し、そして近くに係留されたボートの乗組員も同じことをした。テムズ川両岸の住民、特に地元の工場のボートマンらは、船を進水させて救える人を救った。プリンセス・アリスの乗客の多くは泳げなかった。女性たちが着ていた長く重いドレスもまた、浮いていようとする努力を妨げた。プリンセス・アリスの姉妹船デューク・オブ・テック (Duke of Teck) は、プリンセス・アリスの後方10分間のところで蒸気力で動いていた。デューク・オブ・テックの到着は、水中に残された人を救うには遅すぎた。甲板の下またはサルーンにいた2人だけが、衝突後も生存していた。後にサルーンを調べたある潜水夫は、乗客らが出入り口で、ほとんどはまだ直立して、ぎゅうぎゅうに詰め込まれていた、と報告した。
約130人が衝突から救助されたが、数人がのちに、水を摂取したことで死んだ。プリンセス・アリスは、ロンドンの下水ポンピング・ステーションが設置された地点で沈没した。下水道からの未処理下水7500万英ガロン（34万立方メートル）の1日2回の放出は、バーキングのアビー・ミルズ・ポンピング・ステーション (Abbey Mills Pumping Station) とクロスネス・ポンピング・ステーション (Crossness Pumping Station) で、衝突の1時間前におこなわれていた。衝突直後の『タイムズ』宛ての手紙の中で、ある化学者は流出を次のように説明した。
分解され発酵している下水の途切れない柱が2本、有害ガスを含むソーダ水のようにしゅうしゅう音を立てている。黒いから水が何マイルにもわたって染まり、汚れた遺体安置所の臭いを放っていて、すべての人に記憶されるだろう……特に憂鬱にさせるような、吐き気を催させるようなものとして。

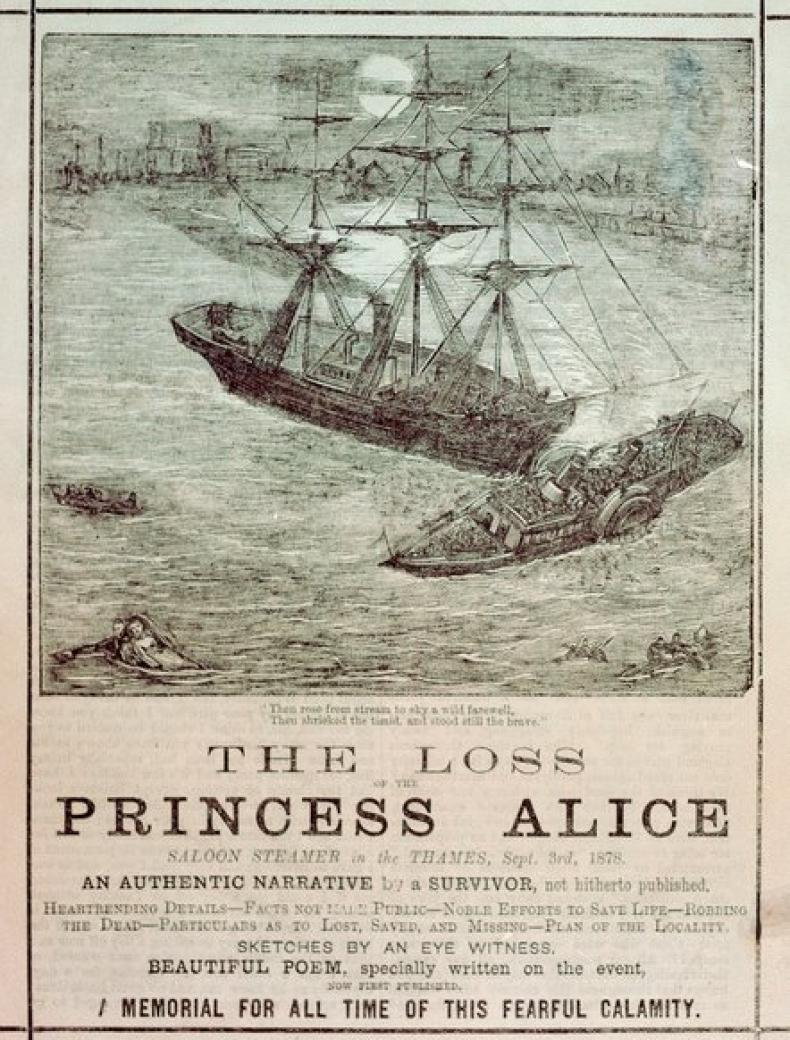
事故の様子を描いた絵画（同時代のパンフレット）

水はまた、ベックトン・ガス・ワークス (Beckton Gas Works) からの未処理の排出物と、いくつかの地元の化学工場によって汚染されていた。その日の早いうちに、テムズ・ストリート (Thames Street) で火災が発生し、油とガソリンが川に入り、水の汚染が増す結果になっていた。
バイウェル・キャッスルはデプトフォードで錨をおろし、当局の行動と審問を待った。その夜、ハリソンと一等航海士ベルディング (Belding) は、この出来事について説明するために航海日誌を書いた。
6時30分、ミルウォール、ウェスト・ドックを発つ。水先案内人ミスタ・ディックス担当。ゆっくり進む、船長と水先案内人は上のブリッジに＆nbsp;... 至軽風と天気、すこしもやがかかっている。午後7時45分、ガリオンズ・リーチを半速で進む。リーチの中心近くにいて、遊覧汽船が、その赤とマストヘッドライトを示しながら、バーキング・リーチ (Barking Reach) をこちらに来るのを見て、本船がトリップコック・ポイントに向かって進み続けるために舵を取った。その船が近づいたとき、相手が取舵を取るのを見て、その直後、見ると相手船が面舵を取り、本船の直前を横切ろうとし、左舷の船首のすぐ下に緑灯を見せている。衝突は不可避とわかり、本船のエンジンを止め、全速後進させ、両船が衝突したとき、バイウェル・キャッスルの船首が相手汽船に食い込み、そこは乗客で一杯で、大破した。ただちに救命手段をとり、船首ごしに乗客のうち数人の男を船首ごしに引っ張り上げた。船じゅうにロープの端を投げ、救命ブイ4つ、梯子、板数枚を投げ、ボート3隻を出し、援助の間ずっと汽笛を鳴らし続けたが、その援助は岸からのボート数隻と通りかかった汽船からのボート1隻によって与えられた。遊覧汽船がプリンセス・アリスだと判明し、非常に多くの乗客を救出に成功し、夜間に投錨した。午後8時30分ごろ、汽船デューク・オヴ・テックが来て横付けし、ボートで岸に運ばれなかった乗客を連れて行った。

## 余波

### 遺体の回収

「テムズの大災害 プリンセス・アリスの難破船から遺体を回収」 (The Great Disaster on the Thames: Recovering Bodies from the Wreck of the Princess Alice) 『ジ・イラストレイテッド・ロンドン・ニューズ』 (The Illustrated London News) 、1878年9月14日

沈没のニュースは、ロンドンの中心部に電信で伝えられ、すぐにスワン・ピアー (Swan Pier) で汽船の帰還を待っている人たちに漏れ伝わった。親族らは、ブラックフライアーズ (Blackfriars) 近くのロンドン・スティームボートの事務所に行き、より多くのニュースを待った。多くは、列車に乗りロンドン・ブリッジ駅からウーリッジ・アーセナル駅に行った。群衆は夜間に、そして次の日になっても大きくなったが、これは親族と観光客のどちらもウーリッジに行ったためである。警察官が追加で召集され、群衆の統制を助け、陸に上げられた遺物を取り扱った。複数の遺体が、上流のライムハウス (Limehouse) から下流のイアリス (Erith) まで押し流されたという報告が入ってきた。遺体が陸に上げられたとき、それらは中央ではなく身元特定のため地元で保管されたが、ほとんどはウーリッジ・ドックヤード (Woolwich Dockyard) に留まった。親族は行方不明の家族を探すために、テムズ川両側の数箇所の間を移動しなければならなかった。地元の水夫らは、遺体を探すのに1日2ポンドで雇われた。彼らは、回収した1体あたり最低5シリングを支払われたが、それは時には遺体をめぐる争いにつながった。拾われたうち1体はグリンステッド、プリンセス・アリスの船長の遺体であった。
テムズの遺体は、下水と地元の産業産出物とからの汚染のために、ねば土 (slime) で覆われていて、きれいにするのが難しいとわかった。遺体は通常よりも速いペースで腐敗し始め、多くは異常に膨張していた。犠牲者らの着衣もまた急速に腐敗し始め、汚染された水に浸されたのち変色した。生存者のうち16人が2週間以内に死亡し、他の何人かは病を患った。

### 審問
9月4日に、ウェスト・ケントの検死官チャールズ・カーター (Charles Carttar) は、自分の地域で審問を開いた。その日、彼は陪審員を連れて行き、ウーリッジ・タウン・ホールとウーリッジ・ピアーで複数の死体を見せた。北岸にはもっと多くの遺体があったが、これは彼の管轄外であった。サウス・エセックスの検視官チャールズ・ルイス (Charles Lewis) は、商務委員会と内務省を訪れ、自分の管轄内の遺物をウーリッジに移動させて、1か所のみですべての犠牲者を網羅し証言を聞くことができる1つの審問を許可してもらおうとしたが、法律では審問が開かれ一時中断するまで、死者を移動させることはできなかった。代わりに彼は、審問を開いて彼の権威の下で正式に遺体の身元を特定し、その後カーターの事例が結論に達するまで手続を一時中断した。彼は埋葬命令を出し、遺物はそれからウーリッジに移された。

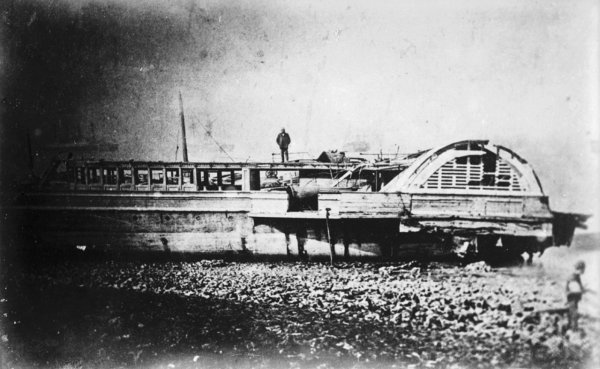
事故後に岸に上げられたプリンセス・アリスの一部

干潮時には、プリンセス・アリスのレールの一部が水線の上に見えていた。船を引き上げる計画は、9月5日に潜水夫が難破船の残骸を調べることで始まった。彼は船が3つの部分、前部、後部そしてボイラーに分かれていることを知った。彼は、まだ船上にいくつかの遺体があることを報告した。翌日に長い前部セクションを引き上げる作業が始まったが、その長さは27メートル (90 ft)であった。これは、干潮時（9月7日午前2時00分）にウーリッジで岸に引き上げられた。船が岸に上げられている間に、バイウェル・キャッスルはロンドンを去ったが、船長は乗船せずとどまった。翌日、大勢の群衆がふたたびウーリッジを訪れ、プリンセス・アリスの引き上げられた部分を見た。最も見晴らしが良い場所を求めてところどころで争いが起こり、人々は難破船まで舟を漕いで行き土産をもぎ取った。追加の警察官250人が、群衆を制御するために召集された。その夜、群衆の大半が帰宅したのち、より大きな船の後部が引き上げられ、岸の船首の隣に上げられた。

「テムズ川の大災害　身元不明の遺体の埋葬 ウーリッジ共同墓地」 ("The Great Disaster on the Thames: Burial of the Unknown Dead at the Woolwich Cemetery, East Wickham") 『ジ・イラストレイテッド・ロンドン・ニューズ』 (The Illustrated London News) 、1878年9月14日

遺体の分解が急速なため、身元不明な遺体の多くの埋葬が、9月9日にウーリッジ共同墓地 (Woolwich cemetery) で行われ、数千人が参加した。

棺にはすべて、警察の身元確認番号があって、それはまた、後の身元確認を助けるために保持された着衣と私物に付けられた。同じ日に150人以上の被害者の個人葬儀が行われた。
カーターの調査は最初の2週間を、遺体の正式な身元確認と、プリンセス・アリスの沈没現場を訪れ、遺物を調べるために費やした。9月16日から、衝突の原因をめぐる訴訟手続きが始まった。カーターは、事故の報道を嘆くことから始めた。それは、バイウェル・キャッスルが誤っていて責任を負うべきであることを強く示唆していた。彼は手続きを、ウィリアム・ビーチリー (William Beechley) 、明確に身元が特定された1人目の遺体に集中した。カーターは陪審員に、彼らがどの評決に達しても、それは残りの犠牲者にあてはまる、と説明した。テムズ川の無数のボートマンが証人として現れたが、彼らは全員、当時その地域で活動していた。プリンセス・アリスがたどった進路に関する彼らの話は、かなり異なっていた。テムズ川を遡上する大部分の遊覧船は、トリップコック・ポイントを周り、北岸に向かい、より好ましい水流を利用したものであった。もしプリンセス・アリスがそうしていたならば、バイウェル・キャッスルは明らかにこの船の後ろを進んだであろう。証人の数人は、プリンセス・アリスがトリップコック・ポイントを一周した後、流れによって川の中心に押しやられた、と述べた。船はそれから港の方に向こうとしたが、もしそうであれば船は川の南岸に近づいていたであろうが、そうしながらバイウェル・キャッスルの船首を横に突っ切っていた。近くで係留していた他の複数の船の、衝突を目撃した船長数人が、この一連の出来事に同意した。プリンセス・アリスの主航海士 (chief mate) は、自分の船が方向を変えたことを否定した。
審問の間、バイウェル・キャッスルの機関助手ジョージ・パーセル (George Purcell) から証言が取られた。沈没の夜に、彼は何人かの人々に、船の船長と乗組員は酔っている、と語っていた。宣誓の下で彼は主張を変え、彼らは素面だ、自分は誰かが酔っていると主張した記憶はない、と述べた。バイウェル・キャッスルの他の乗組員から得られた証言によると、酔っていたのはパーセルだったことがわかった。ある乗組員は「パーセルは大多数の機関助手のようだった。彼は酒を飲んでひどくなっていたが、当直を務められないほど悪くはなかった」 (Purcell was like the generality of firemen.He was rather the worse for drink, but not so bad that he could not take his watch.)と言った。また、船が沈んだ時点でのテムズ川の、そしてプリンセス・アリスの建造および安定性の証言が得られた。11月14日、12時間の討議ののちに審問は評決を下した。陪審員19人のうち4人が、声明に署名することを拒否した。評決は以下の通りである。

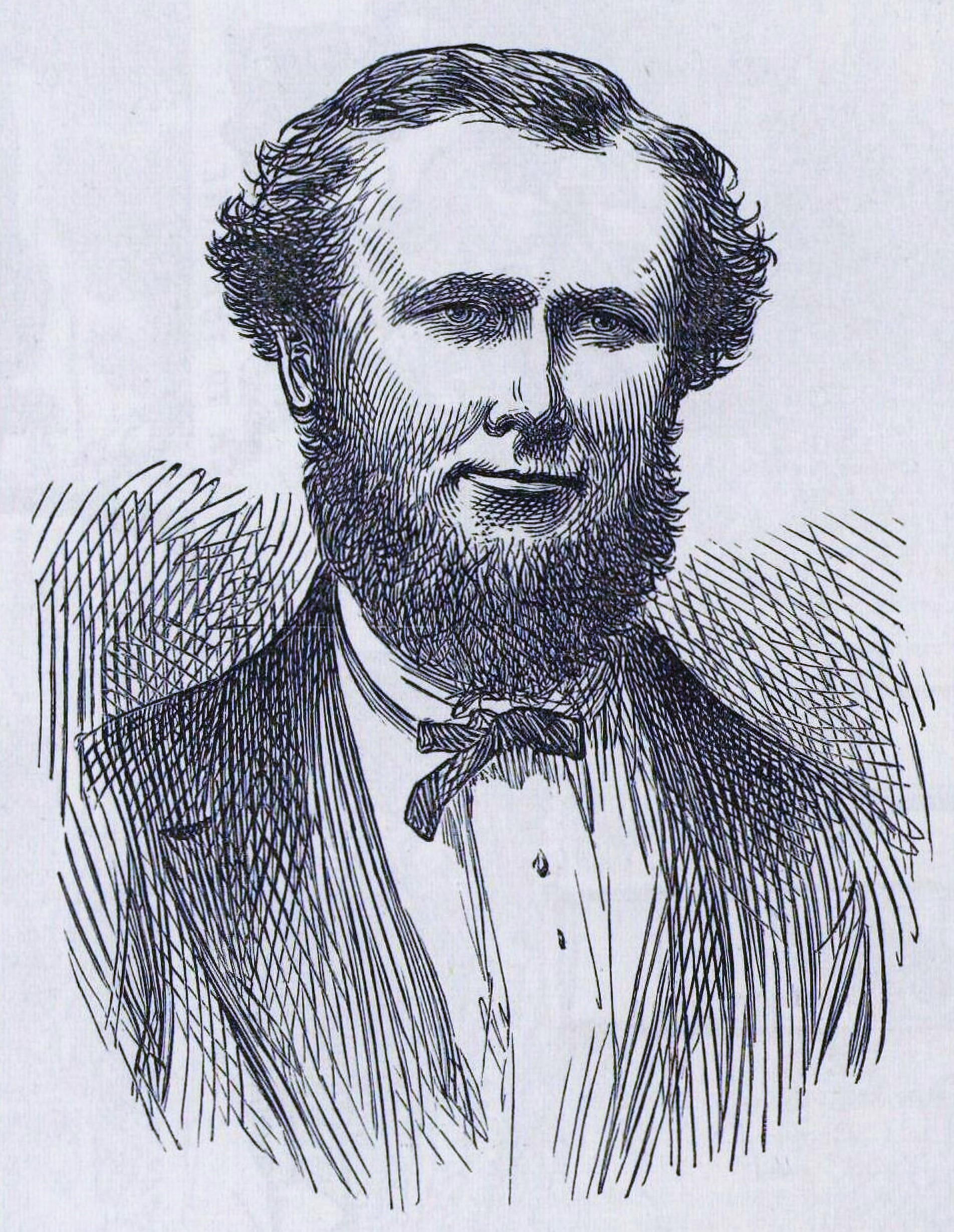
衝突で死亡したプリンセス・アリスの船長ウィリアム・R・H・グリンステッド

前述のウィリアム・ビーチー (William Beachey) その他の死亡が、衝突からテムズ川の水域に溺れたことによって引き起こされ、その衝突はバイウェル・キャッスルと呼ばれる蒸気船とプリンセス・アリスと呼ばれる蒸気船との間で日没後に起こり、それによってプリンセス・アリスは2分され、沈没したこと。バイウェル・キャッスルがエンジンを適時に、慎重に動かし、停止させ、逆に動かすという必要な予防措置を講じなかったことと、プリンセス・アリスが停止し後進することをしないことによって衝突の一因となったこと。もしテムズ川のすべての蒸気航行に対して適切かつ厳格な規則と規制（rules and regulations）が定められているならば、陪審の意見におけるすべての衝突は、将来的に、回避されるかもしれないということ。

追加事項:

1. われわれは、プリンセス・アリスが、9月3日に、耐航性があった、と考えている。
2. われわれは、プリンセス・アリスには適切かつ十分に人員を配置されていなかった、と考えている。
3. われわれは、プリンセス・アリスに乗っている人の数が慎重以上 (more than prudent) であった、と考えている。
4. われわれは、プリンセス・アリスの船上での救命手段は、このクラスの船には不十分だった、と考える。

### 商務委員会の調査
検死審問と同時に行なわれたのは、商務委員会の調査であった。責任は、ハリソン船長、バイウェル・キャッスルの乗組員2人、そしてプリンセス・アリスの一等航海士ロング (Long) にあるとされた。聴聞の開始時に、全員が免許を一時停止されていた。商務委員会の手続きは1878年10月14日から始まり、11月6日まで続いた。委員会は、プリンセス・アリスが商務委員会規則の規則29のd節 (Rule 29, Section (d) of the Board of Trade Regulations)と1872年のテムズ川保護委員会の規則(Regulations of the Thames Conservancy Board, 1872) に違反したことを明らかにした。これは、もし2隻の船が互いに相手の方に向かっているならば、彼らは互いの左舷側を通過するべきである、と述べた。プリンセス・アリスはこれに従わなかったため、委員会はプリンセス・アリスが責めを負うべきであること、バイウェル・キャッスルが衝突を回避しえなかったと判断した。
プリンセス・アリスを所有していた会社は、バイウェル・キャッスルの所有者を相手取って2万ポンドを請求する訴訟を起こした。バイウェル・キャッスルの所有者は2000ポンドを請求する反訴をした。これは、1878年後半に高等法院の海事部 (Admiralty Division) で審理された。2週間後に下った審判は、双方の船が衝突の責めを負うべきであるというものであった。
乗客名簿、あるいは乗船した人々の人数の記録は、プリンセス・アリスに保存されていなかったので、死亡した人々の人数を計算することは不可能であった。数字は600から700までさまざまである。『タイムズ』によれば、「検死官は川から回収されていない60ないし80の遺体があると信じている。したがって失われた生命の総数は630ないし650であったにちがいない」 (the coroner believes that there are from 60 to 80 bodies unrecovered from the river.The total number of lives lost must thus have been from 630 to 650)とされる。マイケル・フォーリー (Michael Foley) は、テムズ川での災害の調査で次のように述べている「最終的な死亡者数の証拠はなかった。しかし、最終的には約640が回収された」 (there was no proof of the final death toll. However, around 640 bodies were eventually recovered)。この沈没は、イギリスで最悪の内水での災害 (the worst inland disaster on water in the UK) であった。
犠牲者のためのマンションハウス基金が、沈没の余波の中、ロンドン市長によって開かれた。それは閉鎖するまでに3万5000ポンドを集め、犠牲者の家族の間で分配された。

## 結果とその後の出来事

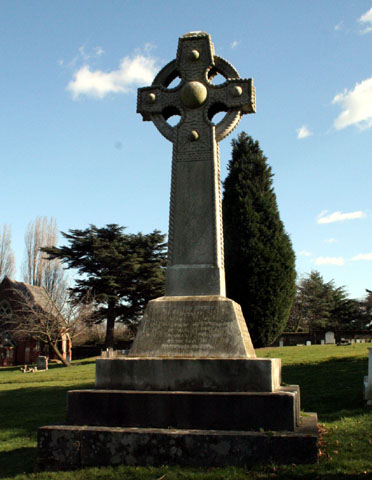
災害での死者の記念碑

1880年代に、ロンドンの首都建設委員会 (Metropolitan Board of Works) は、未処理の廃棄物を川に投棄するのではなく、クロスネスとベックトンの下水を浄化し始め、6隻のスラッジ・ボートで投棄のため北海に廃棄物を運ぶように命じられた。1887年6月に発注された1隻目のボートは、バゾルゲット (Bazalgette) と命名された。ロンドンの下水システムを再建していたジョゼフ・バゾルゲット (Joseph Bazalgette) にちなむ。海洋投棄の慣習は、1998年12月まで続いた。
プリンセス・アリスが沈没するまで、テムズ川の警備の責任を負ったロンドン警視庁の部門、海上警察隊 (Marine Police Force)は任務を手漕ぎボートに頼っていた。プリンセス・アリスの沈没事故の審問で、それは任務の遂行に不十分であり、汽艇に置き換えるべきである、と判断された。最初の2隻の汽艇は、1880年代半ばに運行を開始した。1898年までに8隻が稼働していた。ロイヤル・アルバート・ドック (Royal Albert Dock) は1880年にオープンし、重量物運送をより小さいボートから分離するのに役立った。これと、ボートへの緊急信号灯の世界的な採用とは、両方ともに将来の悲劇を避けるのを助けた。
2380人が六ペンス基金 (sixpenny fund) に寄付したのち、1880年5月にウーリッジ共同墓地 (Woolwich Cemetery) に記念のケルト十字架が建てられた。地元の教区教会セント・メアリー・マグダレン・ウーリッジ (St Mary Magdalene Woolwich) もまたのちに、ステンドグラスの記念の窓を設置した。2008年に、国営宝くじ (National Lottery) 助成金は、バーキング・クリーク (Barking Creek) での、沈没130周年を記念する記念プラーク (memorial plaque) の設置に資金を供給した。
プリンセス・アリスの所有者ロンドン・スティームボート社は、この船の残骸をテムズ川管理委員会 (Thames Conservancy) から350ポンドで購入した。複数のエンジンは回収され、残りはある船舶解体業者に送られた。ロンドン・スティームボート社は、6年もしないうちに破産し、後継者らはその3年後に財政難に直面した。歴史家ジェリー・ホワイト (Jerry White) によれば、鉄道やバス・サービスとの競争とあいまって、プリンセス・アリスの沈没事故が「潮汐のあるテムズ川を喜びの場としてはだめにすることで ... 何らかの衝撃を及ぼした」 (had some impact ... in blighting the tidal Thames as a pleasure-ground)バイウェル・キャッスルは1883年1月29日に、アレクサンドリアとハル (Hull) の間を航行していて失踪したと報告された。その時には綿実と豆の貨物を運んでいた。1883年2月、複数の新聞が最終報告を伝えた。
数年前ウーリッジ沖でサルーン・ボート、プリンセス・アリスに衝突した汽船バイウェル・キャッスルは、ビスケー湾で、ケンミュア・キャッスル (Kenmure Castle) にとって致命的であるとわかった強風のなか沈んだ、と考えられている。バイウェル・キャッスルは乗組員40人と、エジプトの産物からなる貨物を運んだ。『ザ・マンチェスター・ガーディアン』 (The Manchester Guardian) 1883年2月13日